# Фрактальна послідовність
У математиці фрактальна послідовність — це така послідовність, яка містить саму себе як підпослідовність. Наприклад,
1, 1, 2, 1, 2, 3, 1, 2, 3, 4, 1, 2, 3, 4, 5, 1, 2, 3, 4, 5, 6, …
Якщо перше входження кожного n видалити, послідовність, що залишилася, буде ідентичною початковій. Процес можна повторювати нескінченно довго, так що фактично початкова послідовність містить не одну свою копію, а нескінченну кількість.

## Визначення
Точне визначення фрактальної послідовності залежить від визначення нескінченної послідовності: послідовність {\displaystyle x=(x_{n})} є нескінченною послідовністю, якщо для кожного {\displaystyle i},
(F1) {\displaystyle x_{n}=i} для нескінченної кількості {\displaystyle n}.
Нехай {\displaystyle a(i,j)} — {\displaystyle j}-й індекс {\displaystyle n}, для якого {\displaystyle x_{n}=i}. Нескінченна послідовність x є фрактальною послідовністю, якщо виконуються дві додаткові умови:
(F2) якщо {\displaystyle i+1=x_{n}}, то існує {\displaystyle m<n} таке, що
{\displaystyle i=x_{m}}
(F3) якщо {\displaystyle h<i}, то для кожного {\displaystyle j} існує рівно одне {\displaystyle k} таке, що
{\displaystyle a(i,j)<a(h,k)<a(i,j+1).}
Відповідно до (F2), першому входженню кожного {\displaystyle i>1} в {\displaystyle x} повинно принаймні один раз передувати кожне з чисел {\displaystyle 1,2,...,i-1}, і, відповідно до (F3), між послідовними входженнями {\displaystyle i} в {\displaystyle x} кожне {\displaystyle h}, менше за {\displaystyle i}, зустрічається рівно один раз.

## Приклад
Нехай {\displaystyle \theta } — додатне ірраціональне число. Нехай
{\displaystyle S(\theta )=} множина чисел {\displaystyle c+d\theta }, де {\displaystyle c} і {\displaystyle d} — натуральні числа
і нехай
{\displaystyle c_{n}(\theta )+\theta d_{n}(\theta )}
- послідовність, отримана упорядкуванням чисел S(θ) за зростанням. Послідовність {\displaystyle c_{n}(\theta )} є сигнатурою {\displaystyle \theta }, і це фрактальна послідовність.
Наприклад, сигнатура золотого перетину (тобто {\displaystyle \theta =(1+{\sqrt {5}})/2}) починається з
1, 2, 1, 3, 2, 4, 1, 3, 5, 2, 4, 1, 6, 3, 5, 2, 7, 4, 1, 6, 3, 8, 5, …,
а сигнатура {\displaystyle 1/\theta =\theta -1} починається з
1, 1, 2, 1, 2, 1, 3, 2, 1, 3, 2, 4, 1, 3, 2, 4, 1, 3, 2, 4, 1, 3, 5, …
Це послідовності  A084531 та  A084532 в Інтернет-енциклопедії цілих послідовностей.